# Okutama (Tóquio)
Okutama (奥多摩町 Oku-Tama-machi) é uma cidade japonesa localizada no Distrito de Nishitama, na região oeste de Tóquio. Em 1º de fevereiro de 2016, a cidade tinha uma população estimada em 5,177 habitantes, e uma densidade populacional de 23 pessoas por quilômetro quadrado. Sua área total é de 225.53 quilômetros quadrados.